# 東北大学学友会トライアスロン部
東北大学学友会トライアスロン部（とうほくだいがくがくゆうかいトライアスロンぶ）は東北大学の公認する学問以外の自発的な活動のための全学的組織である学友会体育部に加盟するトライアスロンクラブである。東北大学の愛称が「とんぺい」であることから「とんとら」と呼ばれている。1986年に創部し、全国的にもっとも歴史のあるトライアスロンクラブのひとつである。日本学生トライアスロン選手権などの全国レベルの大会において多くの優れた戦績をおさめている。工学部、理学部の学生が比較的多く、大学院に進学後も競技活動を続ける選手が多い。5月の連休に現役・OB対抗戦という独自開催の記録会を行っている。また、毎年、部誌「陵雲」を発行している。

## 主な戦績 (2002年以降)
- 2025年
  - 日本学生デュアスロン選手権大会 女子団体3位

- 2024年
  - 日本学生トライアスロン選手権大会 男子団体3位、男子個人3位（柴田 和樹）
  - 日本学生チームタイムトライアル(TT)選手権 女子3位
  - 日本学生デュアスロン選手権大会 男子団体3位

- 2023年
  - 日本学生トライアスロン選手権大会 男子団体3位
  - 日本学生デュアスロン選手権大会 男子団体3位

- 2022年
  - 日本学生チームタイムトライアル選手権 女子3位

- 2021年
  - 日本学生トライアスロン選手権大会 女子団体3位、女子個人1位（武田 結）
  - 日本学生チームタイムトライアル選手権 女子3位

- 2020年
  - 日本学生トライアスロンチームタイムトライアル選手権 男子2位
  - 日本学生デュアスロン選手権大会 男子団体1位
  - カーフマンジャパン デュアスロンチャンピオンシップ 兼  日本学生デュアスロン選手権大会 女子個人1位（武田 結）

- 2019年
  - 日本学生トライアスロン選手権 男子団体3位
  - 日本学生デュアスロン選手権大会 男子団体2位
  - カーフマンジャパン デュアスロンチャンピオンシップ 男子個人2位（佐山 拓海）

- 2018年
  - カーフマンジャパン デュアスロンチャンピオンシップ 学連団体対抗戦3位

- 2017年
  - 日本学生スプリングトライアスロン選手権 男子個人3位（佐山 拓海）
  - 日本学生デュアスロン選手権 男子団体3位

- 2016年
  - 日本学生デュアスロン選手権 男子団体3位

- 2015年
  - 日本学生スプリントトライアスロン選手権 男子チームTT 3位
  - 日本学生デュアスロン選手権 男子団体1位

- 2013年
  - 日本学生トライアスロン選手権 男子団体1位、男子個人3位（須々田 一聖）
  - 日本学生スプリングトライアスロン選手権 男子個人3位（池添 敦）

- 2012年
  - 日本学生トライアスロン選手権 男子団体2位、男子個人2位（郷田 将）
  - 日本学生スプリントトライアスロン選手権 男子チームTT 1位
  - 日本学生スプリングトライアスロン選手権 男子個人2位（須々田 一聖）

- 2011年
  - 全日本大学トライアスロン選抜大会 男子団体3位

- 2010年
  - 日本学生トライアスロン選手権 男子団体1位、男子個人1位（藤本 貴史）
  - 全日本大学トライアスロン選抜大会 男子団体3位、男子個人1位（富田 将茂）
  - 日本学生スプリントトライアスロン選手権 男子個人1位（相楽 龍也）
  - 日本学生デュアスロン選手権 男子個人2位（富田 将茂）

- 2009年
  - 日本学生トライアスロン選手権 男子団体1位、男子個人2位（藤本 貴史）
  - 全日本大学トライアスロン選抜大会 男子団体1位、男子個人2位（富田 将茂）、3位（藤本 貴史）
  - 日本学生スプリントトライアスロン選手権 男子チームTT 1位
  - 佐渡国際トライアスロン大会 国際の部A女子1位（小川 静香）
  - 日本学生デュアスロン選手権 男子団体1位、男子個人1位（富田 将茂）

- 2008年
  - 日本学生トライアスロン選手権 男子団体2位
  - 全日本大学トライアスロン選抜大会 男子団体1位、男子個人1位（小室 淳史）、2位（相楽 龍也）、3位（富田 将茂）
  - 佐渡国際トライアスロン大会 国際の部A女子3位（小川 静香）
  - 日本学生デュアスロン選手権 男子団体3位

- 2007年
  - 日本学生トライアスロン選手権 女子個人3位（長谷川 麻弥）
  - 全日本大学トライアスロン選抜大会 男子団体1位、男子個人1位（瀬川 周平）、2位（小室 淳史）
  - 日本学生スプリントトライアスロン選手権 女子個人1位（長谷川 麻弥）、男子チームTT 3位
  - 日本学生デュアスロン選手権 男子団体1位

- 2006年
  - 日本学生トライアスロン選手権 男子団体3位

- 2005年
  - 日本学生トライアスロン選手権 男子団体1位、女子個人1位（長谷川 麻弥）
  - 日本学生スプリントトライアスロン選手権 女子個人2位（長谷川 麻弥）
  - 日本学生デュアスロン選手権 男子個人1位（山本 真二）

- 2004年
  - 日本学生スプリントトライアスロン選手権 女子個人1位（長谷川 麻弥）
  - 日本デュアスロン選手権 男子個人2位（山本 真二）
  - 日本学生デュアスロン選手権 男子個人1位（山本 真二）

- 2003年
  - 全日本大学トライアスロン選抜大会 男子団体1位、男子個人2位（山本 真二）
  - 日本学生スプリントトライアスロン選手権 男子個人2位（広富 真也）

- 2002年
  - 全日本大学トライアスロン選抜大会 男子団体3位
  - 日本学生スプリントトライアスロン選手権 男子個人2位（木下 洋輔）
  - 日本デュアスロン選手権 男子個人2位（山本 真二）

## 受賞
- 2022年
  - 宮城県スポーツ賞 武田 結
  - 仙台市スポーツ賞 武田 結

- 2014年
  - 仙台市スポーツ賞栄光賞 東北大学学友会トライアスロン部

- 2013年
  - 仙台市スポーツ賞栄光賞 東北大学学友会トライアスロン部

- 2012年
  - 仙台市スポーツ賞栄光賞 東北大学学友会トライアスロン部

- 2011年
  - 仙台市スポーツ賞栄光賞 東北大学学友会トライアスロン部
  - 仙台市スポーツ賞栄光賞 藤本 貴史
  - 仙台市スポーツ賞奨励賞 相楽 龍也
  - 仙台市スポーツ賞奨励賞 富田 将茂

- 2010年
  - 仙台市スポーツ賞栄光賞 東北大学学友会トライアスロン部
  - 仙台市スポーツ賞栄光賞 富田 将茂
  - 仙台市スポーツ賞優秀賞 藤本 貴史

- 2009年
  - 仙台市スポーツ賞奨励賞 東北大学学友会トライアスロン部
  - 仙台市スポーツ賞奨励賞 小室 淳史

- 2008年
  - 仙台市スポーツ賞 東北大学学友会トライアスロン部
  - 仙台市スポーツ賞 瀬川 周平

- 2006年
  - 仙台市スポーツ賞 東北大学学友会トライアスロン部
  - 仙台市スポーツ賞 長谷川 麻弥

- 2005年
  - 仙台市スポーツ賞 長谷川 麻弥

- 2004年
  - 仙台市スポーツ賞 東北大学学友会トライアスロン部

- 2002年
  - 仙台市スポーツ賞 山本 真二
  - JTUトライアスロングランプリ優秀選手賞 山本 真二
  - JTUトライアスロングランプリ奨励賞 畠山 直子